# Vendanges tardives

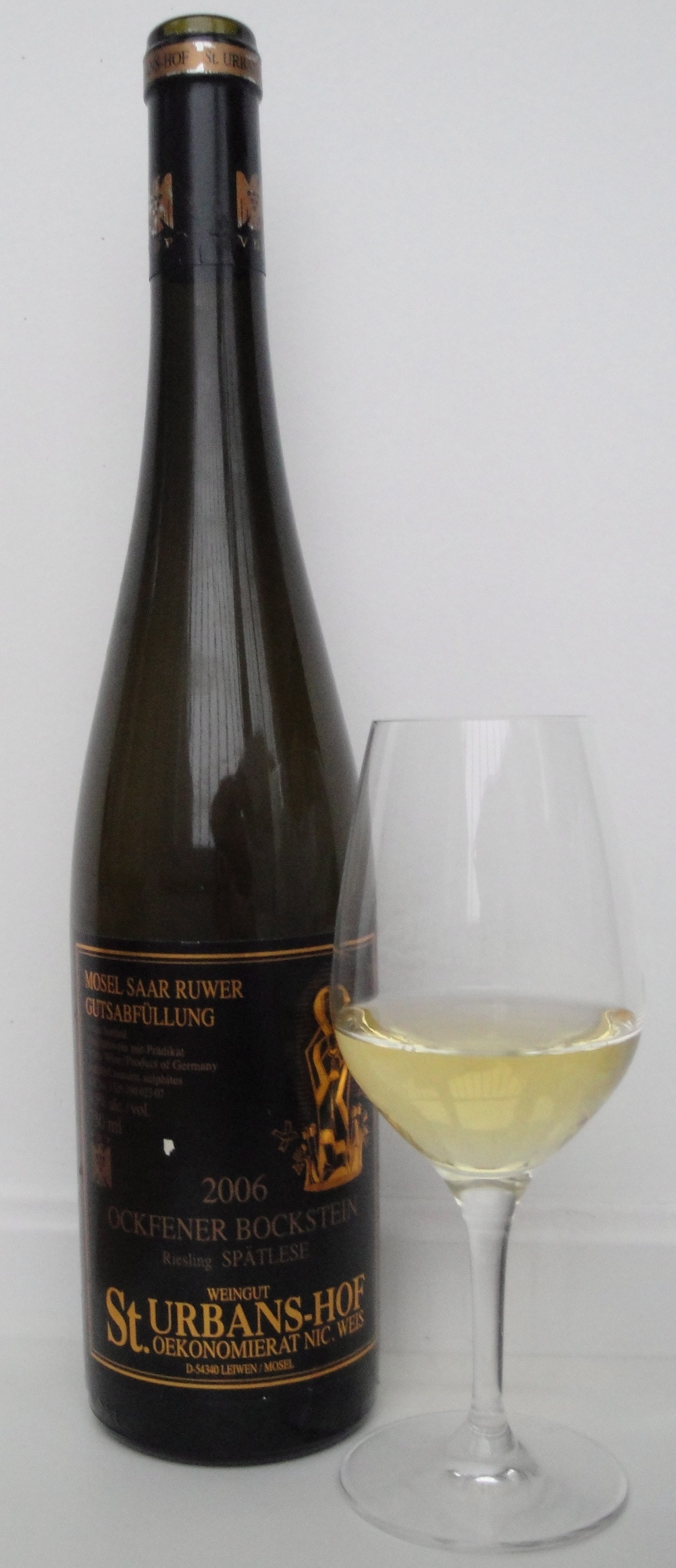
Bouteille de Mosel Spätlese (riesling).

Le terme de vendanges tardives (Spätlese en allemand) est une mention traditionnelle au sens du droit européen qui désigne un vin issu de raisins dont la récolte est retardée, volontairement ou non. Cela a pour conséquence d'obtenir généralement des raisins en surmaturité.
Ces raisins plus mûrs donnent des vins riches en sucre et en alcool, aux goûts puissants, souvent moelleux. La pratique est très ancienne, présente dans de très nombreux vignobles à travers le monde.
On trouve aussi le terme technique de passerillage sur souche pour caractériser le raisin laissé sur pied.
Ces vins sont à différencier des vins eux aussi moelleux produits avec l'aide de la pourriture noble (vins botrytisés du Bordelais et du Sud-Ouest, sélection de grains nobles en Alsace, Auslese, Beerenauslese et Trockenbeerenauslese en Allemagne et en Autriche), ou par dessèchement (vin de paille, manzanilla)
Le principe des vendanges tardives auraient été inventé à Senones au XIIIe siècle. En effet le moine Richer de l'abbaye de Senones rapporte qu'en 1258, outre une grande épidémie de peste qui décima le bétail, un été humide et peu ensoleillé gâta toutes les récoltes de la vallée du Rabodeau. Sur les pentes bien exposées du territoire de cette abbaye vosgienne, on travaillait alors des vignes (il n'en existe plus aujourd'hui), et les raisins n'étaient toujours pas mûrs début octobre. L'abbaye décida donc de reporter les vendanges à la fin du mois: c'était sans compter sur un épisode de gelée lors de la 3e semaine d'octobre qui "prit la vigne en glace". On décida tout de même de récolter les raisins et ils donnèrent un vin d'une grande qualité. En 1259, on décida malgré une très bonne année, de garder intactes quelques vignes pour les premières gelées afin de recommencer l'expérience.

## Vin de glace

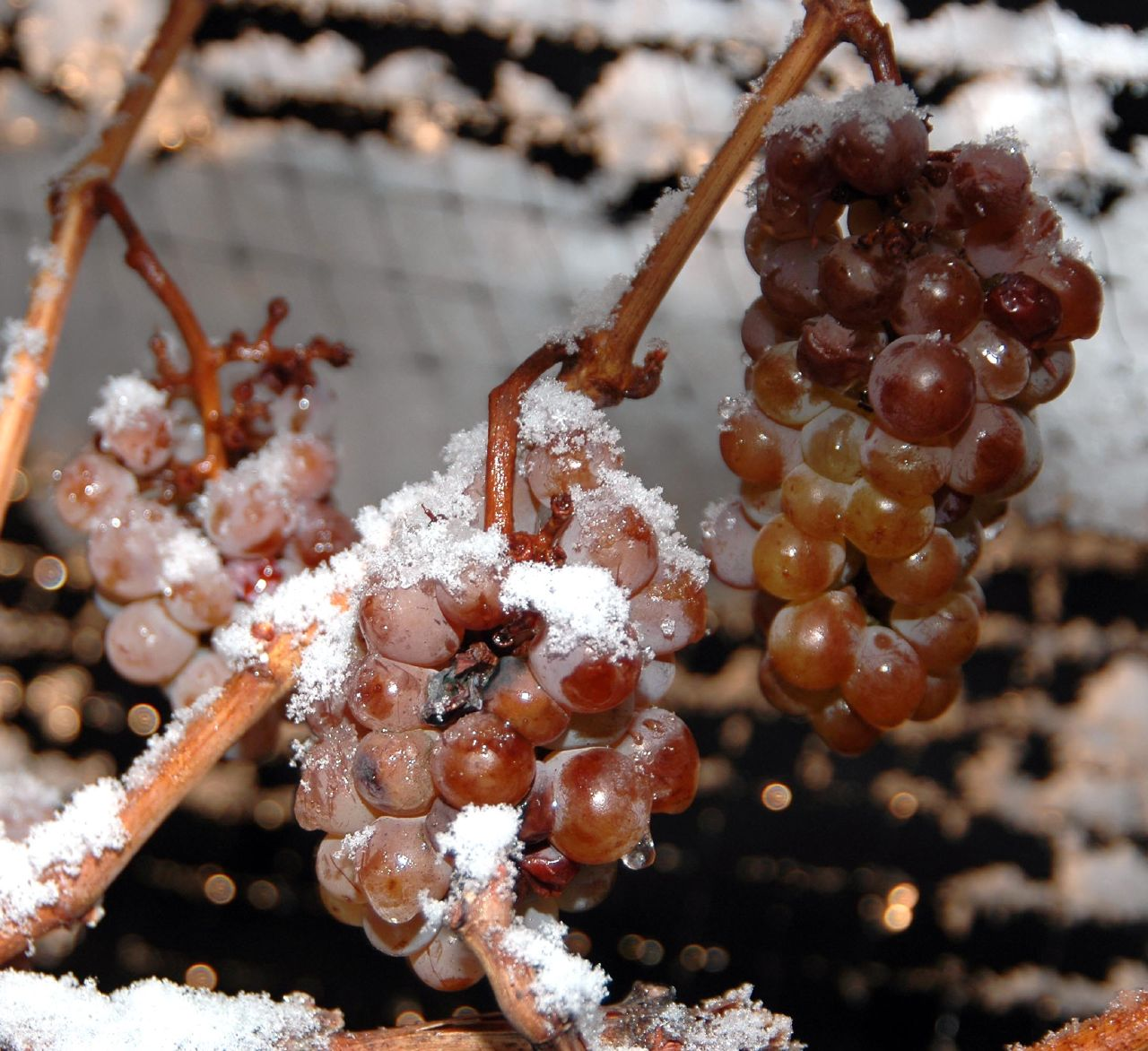
Grappes gelées à Niagara-on-the-Lake, en Ontario, à la fin novembre.

Si la vendange est particulièrement tardive, elle peut avoir lieu en plein hiver (décembre ou janvier) alors que les raisins sont gelés, ce qui, par l'évacuation des paillettes de glace lors du pressurage, augmente encore la concentration du sucre contenu dans le moût.
Cette pratique existe en Allemagne et en Autriche (Eiswein), au Luxembourg, en Ontario (Icewine), au Québec et en France (vin de glace).

## Gastronomie

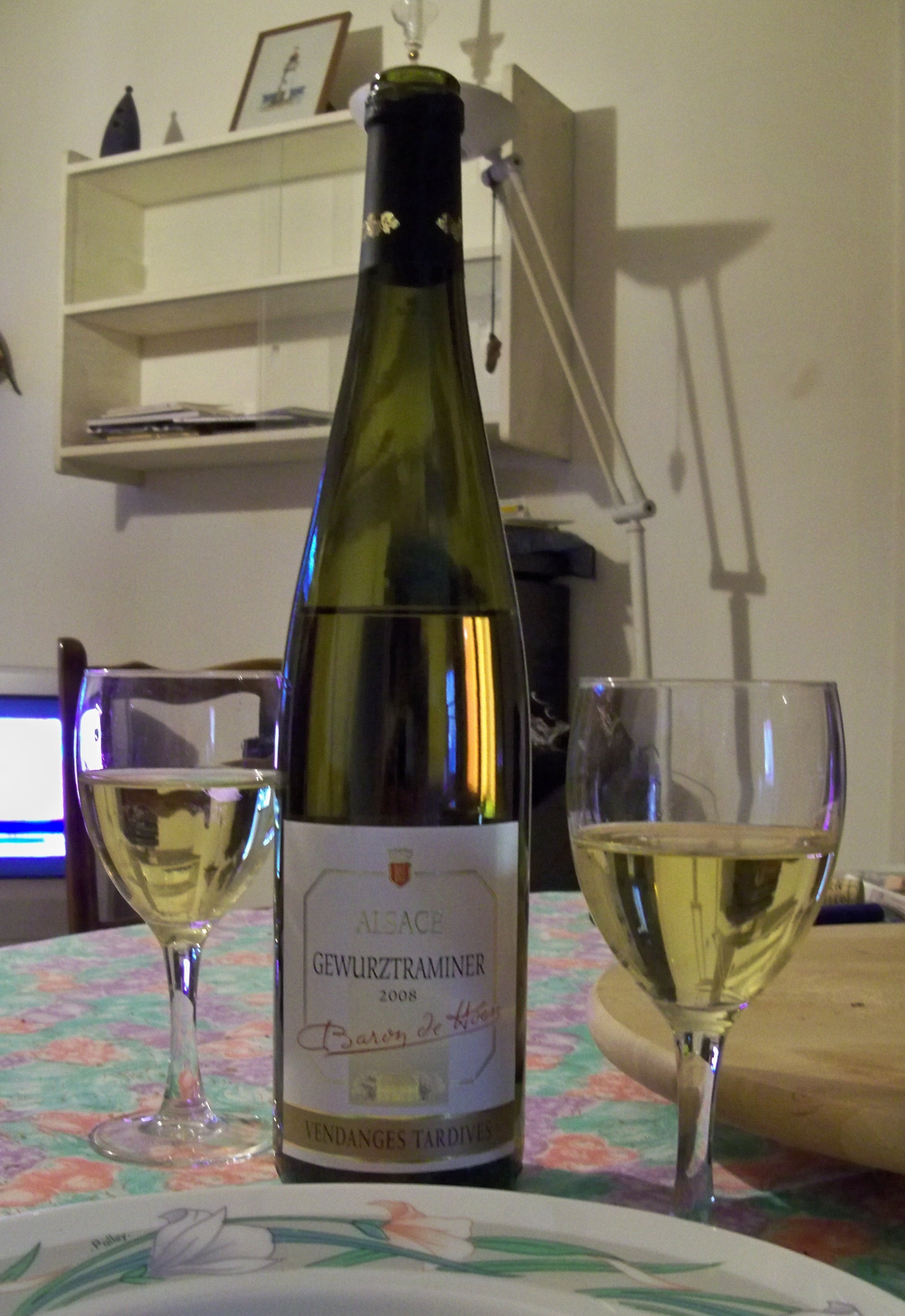
AOC Alsace gewurztraminer.

Pour accompagner la puissance de ces vins, l’idéal est de les servir avec des mets forts en goûts.
Le foie gras est une bonne illustration. Il peut être parfait servi avec une compote de figues ou encore avec un chutney de mangues aux épices.
Avec le plat principal, il peut être bu en accompagnement de viandes blanches ou de plats épicés : un poulet au curry par exemple.
Dans le registre de la mer, un homard accompagné d’une sauce douce au zeste d’orange sera du meilleur effet, de même qu’un filet de Saint-Pierre et son émulsion d’agrumes.
Les fromages à pâte persillée, tel un Roquefort ou encore une tartine de Gorgonzola accompagnée de lamelles de poires rôties se marieront aussi à ces vins. En Alsace, c’est le munster au cumin qui est privilégié.
Si l’on préfère conserver ces vins pour la fin du repas, on les servira avec des desserts aux fruits jaunes ou aux fruits exotiques. Les desserts alsaciens sont aussi très souvent accompagnés par les vins de vendanges tardives : le bettelmann (clafoutis), les bredele (ce sont des petits gâteau de Noêl), le beerawecka (pain aux poires et aux fruits secs) 

## Mentions légales

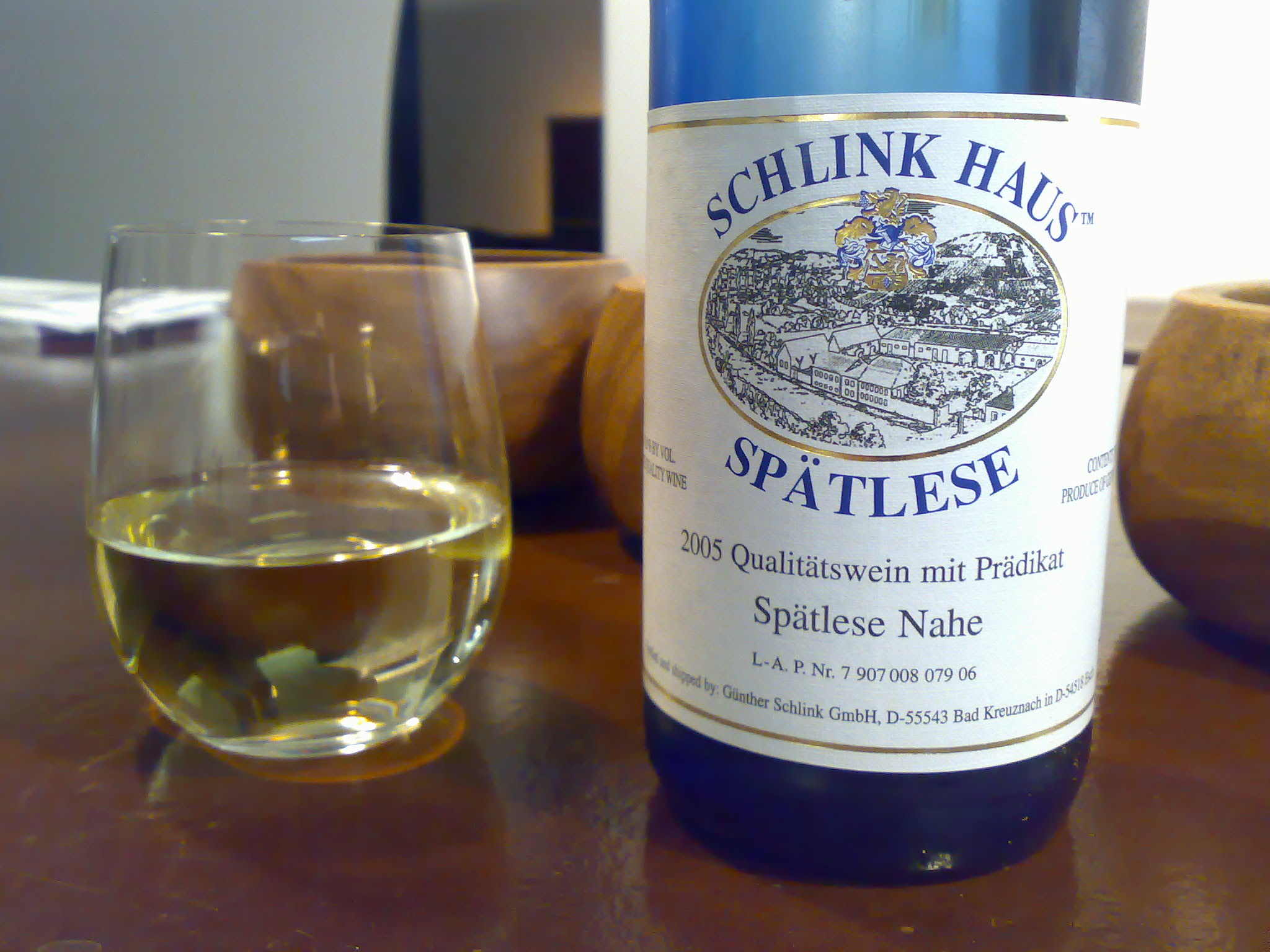
Bouteille de Nahe Spätlese (riesling).

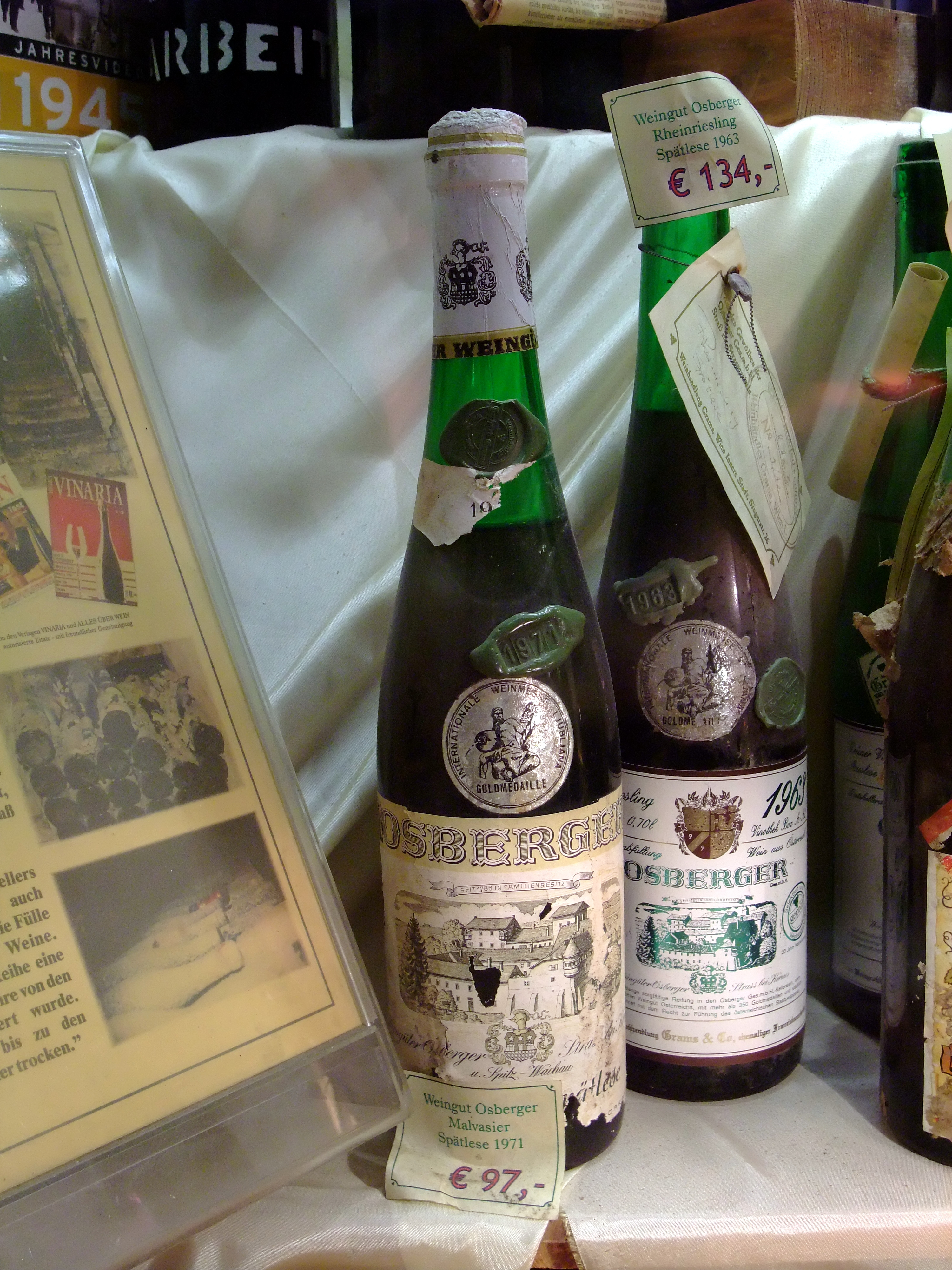
Bouteilles d’Osberger (Basse-Autriche) Spätlese (Malvasier 1963 et 1971).

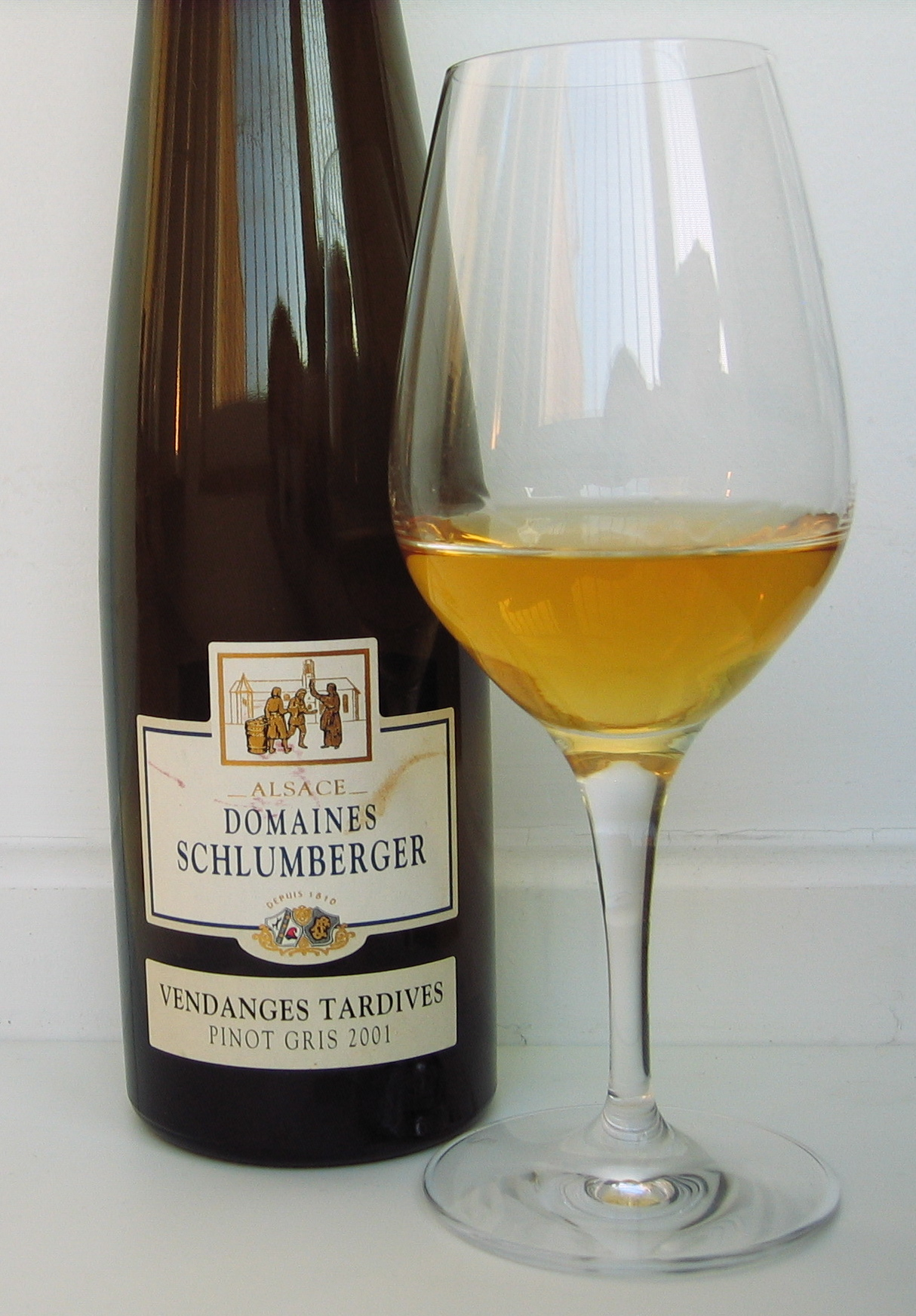
Bouteille d'alsace vendanges tardives (pinot gris).

### En Allemagne
En Allemagne, la mention Prädikat Spätlese est règlementée depuis 1971. La chaptalisation est interdite et la quantité de sucre dans le moût doit être au minimum de 76 à 90 degrés Oechsle (soit de 10,7 à 13 % vol. d'alcool potentiel), selon le cépage et la région.

### En Autriche
L'Autriche a suivi l'exemple allemand en imposant un minimum de 19 degrés KMW (l'équivalent de 95 degrés Oechsle ou de 13,5 % vol. d'alcool potentiel).

### En France
Dans le vignoble d'Alsace, la mention « vendanges tardives » peut être employée sur les étiquettes depuis 1984 si le vin répond à un cahier des charges spécifique.
Selon la législation :
- le raisin doit être vendangé à la main ;
- aucune chaptalisation n'est permise ;
- le moût doit avoir au moins 243 grammes de sucre par litre si c'est du gewurztraminer ou du pinot gris (soit 14,4 % vol. d'alcool potentiel), ou au moins 220 grammes de sucre par litre si c'est du riesling ou un muscat (soit 13,1 % vol. d'alcool potentiel).

Dans le vignoble du Sud-Ouest, la mention « vendanges tardives » entraîne elle aussi un cahier des charges semblable pour l'appellation jurançon :
- vendanges à la main ;
- pas de chaptalisation ;
- minimum 281 grammes de sucre par litre de moût (soit 17 % vol. d'alcool potentiel).

En novembre 2011, l'appellation gaillac accède à la mention « vendanges tardives » et devient ainsi la troisième appellation française à bénéficier de cette autorisation. Le premier millésime concerné est celui de 2012, qui ne sera commercialisé qu'en 2014 compte tenu d'une durée d'élevage de 18 mois imposée par le cahier des charges de l'appellation. Les conditions d'utilisation de la mention dans le vignoble de Gaillac sont les suivantes :
- raisins arrivés à surmaturité, présentant sur souche une concentration par passerillage naturel ou par l’action de la pourriture noble, et récoltés manuellement par tries successives ;
- utilisation du bois interdite ;
- minimum 281 grammes de sucre par litre de moût (soit 17 % vol. d'alcool potentiel) ;
- rendement maximum : 25 hl/ha.

L'autorisation reconnue à d'autres régions viticoles de recourir à la mention « vendanges tardives » a provoqué dans le vignoble d'Alsace des réactions d'opposition qui ont entraîné l'introduction d'un recours devant le Conseil d’État contre l'arrêté homologuant le cahier des charges de l'appellation Gaillac. En février 2014, le Conseil d’État a rendu un arrêt favorable au vignoble de Gaillac, confirmant l'impossibilité pour le vignoble alsacien de revendiquer l'exclusivité de cette mention traditionnelle.

### Au Luxembourg
Au Luxembourg, la mention « vendanges tardives » est elle aussi réglementée pour les vins de la Moselle luxembourgeoise depuis le 8 janvier 2001 :
- vendanges à la main ;
- production limitée aux cépages nobles ;
- degrés d'alcool potentiel variant selon le cépage, 95 °Oe (13,7 % vol. d'alcool potentiel) pour le riesling, 105 °Oe (15,1 % vol. d'alcool potentiel) pour l'auxerrois, le pinot blanc, le pinot gris et le gewurztraminer.